# Kees Ninaber van Eijben
Cornelis (Kees) Bastiaan Ninaber van Eijben (Zwammerdam, 4 november 1898 - Bergen-Belsen, 10 maart 1945) was een Nederlandse verzetsstrijder in de Tweede Wereldoorlog. Hij was districtsleider van de Landelijke Organisatie voor Hulp aan Onderduikers (LO) in Driebergen en omgeving. Hij werd in augustus 1943 aangehouden met in zijn bezit een grote hoeveel bonkaarten. Ninaber van Eijben overleed in gevangenschap.

## Levensloop
Ninaber van Eiben was eigenaar van een meubelzaak aan de Traaij in Driebergen. Hij was lid van de Christelijke Bond van de Patroons in het Meubileringsbedrijf, waardoor hij contacten had in het hele land. Daarnaast was hij ouderling-kerkvoogd in de plaatselijke Nederlandse Hervormde Kerk.
Tijdens de Duitse inval in mei 1940 was hij als reserve-kapitein gelegerd in Odiliapeel. Al in de zomer had hij een bijeenkomst met voormalige compagniegenoten, waarbij hij vertelde trouw te blijven aan zijn eed aan de koningin.
Vanaf de zomer van 1942 hielp Ninaber van Eijben joden bij het vinden van een onderduikplek. Zij werden meestal door zijn plaatsgenoot Arend Arie van den Tol uit Amsterdam opgehaald. Ninaber van Eijben bracht de joden, waaronder veel kinderen, weer over naar het adres van zijn zwager Wim Koumans. Een geschat aantal van zo'n tweehonderd joden verbleven korte of langere tijd bij Koumans. Op 10 juli 1944 volgde er een inval van de Duitsers. Koumans en een aantal joodse onderduikers werden gearresteerd. Koumans zat gevangen in concentratiekamp Sachsenhausen, maar overleefde de oorlog.
Ninaber van Eijben stond in contact met de gereformeerde predikant Frits Slomp, alias Frits de Zwerver. Slomp was de oprichter van de Landelijke Organisatie voor Hulp aan Onderduikers. Op 25 november 1942 werd Slomp uitgenodigd op een avond  bij Nico Verhoef, een medewerker van Ninaber van Eijben die boven de meubelzaak woonde. Op de avond, waar 21 mensen bij aanwezig waren, werd de Driebergse LO-afdeling opgericht. Een dag later zag bij collega-meubelmaker Cary Stomp de Zeister LO-afdeling het licht. Ninaber van Eijben werd districtsleider. Hij was zo druk met het verzetswerk dat hij nauwelijks nog tijd had voor zijn zaak.
Ninaber van Eijben  moest in april 1943 onderduiken omdat voor hem als voormalig militair krijgsgevangenschap dreigde. Hij dook onder in Noord-Brabant en werd opgevolgd door Jan van Bijnen, die samen met hem bij de Peel-Raamstelling had gevochten. In Brabant zette Ninaber van Eijben zijn verzetswerk voort. Op 19 augustus 1943 werd hij aangehouden op het station van Eindhoven. Omdat hij bonkaarten bij zich had werd hij aangezien voor een zwarthandelaar
Via de SD-gevangenis in het Groot Seminarie in Haaren kwam hij terecht in Kamp Vught. Daar kwam hij na diens arrestatie zijn zwager Wim Koumans weer tegen. Kamp Vught werd begin september 1944 vanwege de snel oprukkende geallieerden geëvacueerd. Ninaber van Eijben en Koumans werden op transport gesteld richting Sachsenhausen waar ze op 8 september 1944 aankwamen. Ninaber van Eijben werd vervolgens naar Bergen-Belsen overgebracht, waar hij op 10 maart 1945 overleed aan dysenterie.

## Eerbetoon
In Driebergen is de Ninaber van Eijbenlaan naar hem vernoemd.